# Auguste de Châtillon
Pour les articles homonymes, voir Châtillon.
Auguste de Châtillon, né le 22 avril 1806 à Paris 9e où il est mort le 24 mars 1881, est un artiste-peintre, sculpteur et poète français.
Membre avec Théophile Gautier, Gérard de Nerval et Arsène Houssaye de la « bohème du Doyenné », il a fait partie de la pléiade artistique de 1830.

## Biographie
Entré aux Beaux-Arts de Paris, le 13 octobre 1827, élève de Guillaume Guillon Lethière, il débute au Salon de 1831 et obtient une médaille de 3e classe en 1836, et une de 2e classe en 1837. Parti du romantisme, il ne tarde pas à arriver au naturalisme, auquel il a appartenu avant la lettre.
Parti chercher la fortune à La Nouvelle-Orléans, de 1844 à 1851, il n’y a rencontré que la misère, et a passé la plus grande partie de son existence avenue des Tilleuls, et au 27bis de la rue Bréda. Il a vécu dans l’intimité de Dumas père, de Gérard de Nerval, de Théophile Gautier dont il a fait le portrait, et surtout de Victor Hugo, dont il a fait un portrait, aujourd’hui au musée Victor Hugo, qui a obtenu la médaille d’or au salon de 1836, et sa famille, dont un du poète en compagnie de son fils François-Victor et un autre de sa fille Léopoldine. Il a également dessiné les costumes pour Le Roi s’amuse de Victor Hugo en 1832 et peint les boiseries du salon de Gérard de Nerval. 
Après avoir abandonné le pinceau pour la poésie, il publie, en 1855 à Paris, un recueil de poèmes, Chant et poésie, préfacé par Théophile Gautier, qui sera deux fois augmenté et réédité, et des pièces éparses, qui sont loin d’avoir toutes une égale valeur. Gautier dit de lui dans sa préface qu’« il concilie la simplicité et l’art, et ses chansons peuvent se brailler au cabaret et se soupirer au salon. » Victor Hugo, dans un billet qu’il adresse au poète en 1869, écrit : « Il y a en vous quelque chose de la grâce facile de La Fontaine avec un charme de mélancolie de plus. » Dans ce recueil où voisinent des pièces dans le style romantique et des chansons à la mode d’autrefois, des portraits de petites gens et des évocations de La Nouvelle-Orléans et de Montmartre, deux poèmes ont retenu l’attention de ses contemporains, À la Grand’Pinte et, surtout, La Levrette en paletot, qui est demeurée célèbre. Chatillon était son propre éditeur et plaçait lui-même ses volumes dans le cercle de ses relations, ce qui explique l’obscurité relative de son nom, rarement en vitrine chez les libraires.
Bien qu’il n'ait à jamais rien donné au théâtre, il roulait dans son cerveau des scénarios de drames historiques et surtout de bouffonneries, d'arlequinades de la comédie italienne. Se targuant en outre d’être traducteur, il racontait, chez Nina de Callias, dont il fréquentait le salon, qu'il avait commencé une traduction de Shakespeare, sans savoir un traitre mot. À ceux qui s’étonnaient de cet aveu, il protestait : « Mais c'est justement pour cela que je suis dans les conditions les plus favorables ; je me sers de plusieurs traductions, je ne prends que ce qu'il y a de meilleur, ayant soin de négliger le reste : comme cela ma traduction sera bien supérieure. »
Auguste de Chatillon meurt misérablement, en 1881, dans son galetas de la rue Bréda.

## Publications
- À la Grand'Pinte : poésies, Paris, Édouard Dentu, 1860, viii-136 p., in-12 (lire en ligne sur Gallica).
- Les Poésies d'Auguste Châtillon (préf. par Théophile Gautier), Paris, Librairie du Petit Journal, 1866, 342 p., in-8º (lire en ligne sur Gallica).

## Galerie

Œuvres d'Auguste de Châtillon
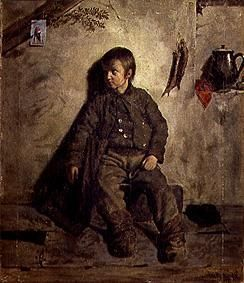
Le Petit Ramoneur (1832), Rouen, musée des beaux-arts.
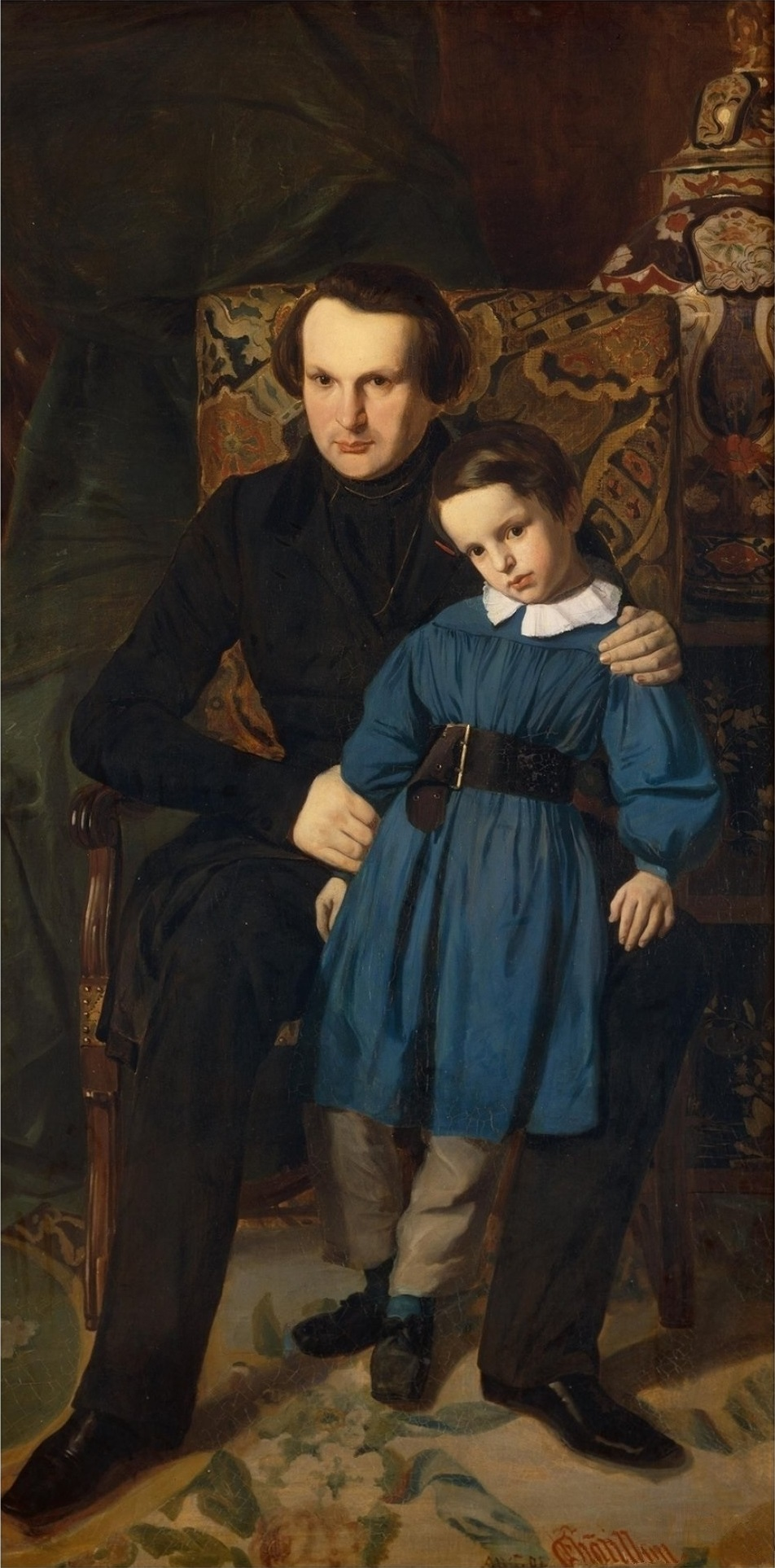
Victor Hugo et son fils François-Victor, 1836, Paris, maison de Victor Hugo.
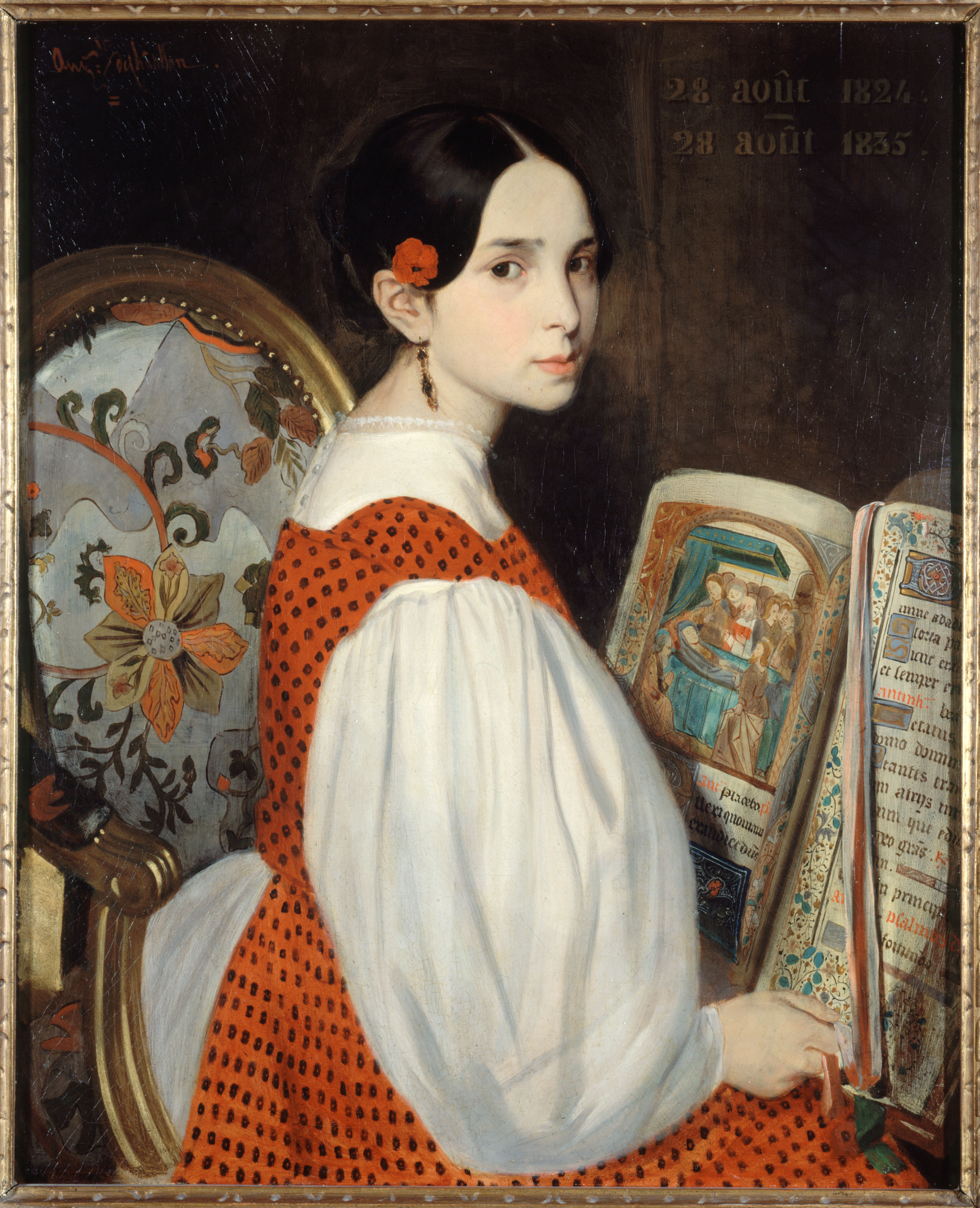
Léopoldine Hugo (1836), la fille de Victor Hugo, le jour de sa première communion, Paris, maison de Victor Hugo.
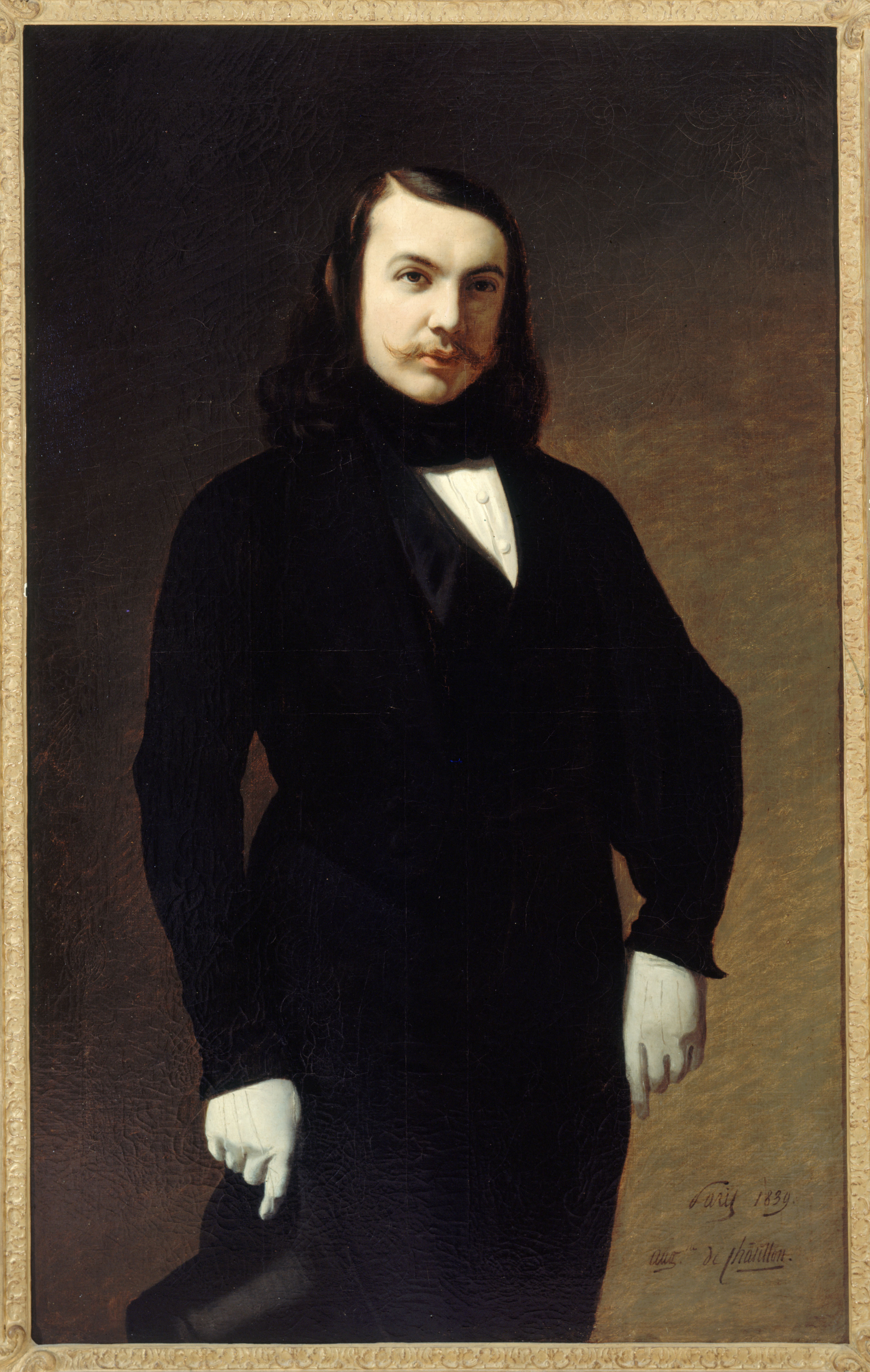
Théophile Gautier, 1839, Paris, musée de la Vie Romantique.

## Œuvre
- Rue Bréda, 27.
- Un antiquaire, 1831.
- Les Colériques, sujet tiré du Dante, 1831.
- Scène de la Saint-Barthélemy, 1833.
- Un petit ramoneur, musée de Rouen, 1833.
- Des ramoneurs, 1833.
- La Mort d’un oiseau, 1833.
- Deux Pauvres Enfants, étude, 1834.
- Portrait en pied de M. Victor Hugo, avec son fils, 1836.
- Portrait de Mme la marquise d’Épinay, 1836.
- Première communion à l’église de Fourqueux, 1837.
- Portrait en pied de Mme St., 1837.
- Portrait de Mme la baronne de*, 1837.
- Portrait de Mme la marquise de B. S., 1837.
- Vision de saint Augustin, néophyte, 1838.
- Portrait de Mme ***, 1838.
- Portrait de M. Théophile Gautier.
- Portrait en pied de Mlle de C…, 1839.
- Portrait en pied de M. Alphonse L’E…, 1839
- Le Christ descendu au tombeau, 1810.
- Sainte Cécile, bénitier, projet en plâtre, 1810.
- Portrait en pied de Mlle C. M. S.', 1841.
- Danse de jeunes filles, paysage par M. Esbrat, 1843.
- Le petit Poucet, perdu, dans les bois avec ses frères, aperçoit la maison de l’ogre, 1857.
- Intérieur de ferme, 1859.
- La Dompteuse, 1859.
- Songe du chat botté, 1883.
- Portrait en buste de Henri II, roi de France, d’après Clouet, galeries de Versailles.
- Portrait en buste de Louise-MarieAdélaïde de Bourbon, duchesse d’Orléans, galeries de Versailles.
- Portrait en buste de de Marie-Louise-Elisabeth d’Orléans, duchesse de Berry, galeries de Versailles[c].
- Portrait en buste de de Louis-François-Joseph de Bourbon, prince de Conty, galeries de Versailles[d].

## La Levrette en paletot
Y' a-t-y rien qui vous agace

Comme un' levrette en pal’tot !

Quand y' a tant d’gens su' la place

Qui n’ont rien à s' mett' su' l’dos ?

J’ai l’horreur de ces p’tit’s bêtes,

J’aim' pas leurs museaux pointus ;

J’aim' pas ceux qui font leux têtes

Pass' qu’iz ont des pardessus.

 

Ça vous prend un p’tit air rogue !

Ça vous r’garde avec mépris !

Parlez-moi d’un chien boul’dogue,

En v’la-z-un qui vaut son prix !

 

Pas lui qu’on encapitonne !

Il a comm' moi froid partout ;

Il combat quand on l’ordonne ;

Et l’aut' prop' à rien a tout !

 

Ça m' fait suer, quand j’ai l’onglée,

D’voir des chiens qu' ont un habit !

Quand, par les temps de gelée,

Moi j' n’ai rien, pas même un lit.

J’en voudrais bien crever une !

Ça m' f’rait plaisir ; mais j' n’os' pas.

Leux maît’s ayant d’la fortune,

Y' m' mettraient dans l’embarras.

 

Ça doit s' manger, la levrette.

Si j’en pince une à huis clos…

J' la f’rai cuire à ma guinguette.

J' t’en fich’rai, moi, des pal’tots !
— Les Poésies d’Auguste Châtillon, 1866, p. 328.